# Rod Blum
Rodney Leland Blum, detto Rod (Dubuque, 26 aprile 1955), è un politico statunitense, membro della Camera dei Rappresentanti per lo stato dell'Iowa dal 2015 al 2019.

## Biografia
Nato a Dubuque, dopo il college Blum intraprese la carriera di imprenditore e per molti anni fu amministratore delegato di una società.
Entrato in politica con il Partito Repubblicano, nel 2012 si candidò alla Camera dei Rappresentanti contro il deputato democratico Bruce Braley, ma venne sconfitto già nelle primarie.
Nel 2014, quando Braley lasciò la Camera per concorrere infruttuosamente al Senato, Blum si candidò nuovamente per il seggio e questa volta riuscì a vincere di misura le elezioni. Riconfermato per un secondo mandato nel 2016, nel 2018 finì sotto inchiesta da parte della commissione etica della Camera e perse la rielezione venendo sconfitto dalla democratica Abby Finkenauer.
Ideologicamente configurabile come conservatore estremo, durante la sua permanenza al Congresso Blum fu sostenuto dal Tea Party.